# Hedysarum songaricum
Hedysarum songaricum är en ärtväxtart som beskrevs av August Gustav Heinrich von Bongard. Hedysarum songaricum ingår i släktet buskväpplingar, och familjen ärtväxter.

## Underarter
Arten delas in i följande underarter:
- H. s. songaricum
- H. s. urumchiense